# 1212
- Wikisource

| Calendário gregoriano                                                        | 1212 MCCXII                                           |
| Ab urbe condita                                                              | 1965                                                  |
| Calendário arménio                                                           | 661 – 662                                             |
| Calendário bahá'í                                                            | -632 – -631                                           |
| Calendário budista                                                           | 1756                                                  |
| Calendário chinês                                                            | 3908 – 3909 Início a 4 de fevereiro (aproximadamente) |
| Calendário copta                                                             | 928 – 929                                             |
| Calendário etíope                                                            | 1204 – 1205                                           |
| Calendários hindus - Vikram Samvat - Calendário nacional indiano - Cáli Iuga | 1267 – 1268 1133 – 1134 4312 – 4313                   |
| Calendário Holoceno                                                          | 11212                                                 |
| Calendário islâmico                                                          | 608 – 609                                             |
| Calendário judaico                                                           | 4972 – 4973                                           |
| Calendário persa                                                             | 590 – 591                                             |
| Calendário rúnico                                                            | 1462                                                  |
| Calendário solar tailandês                                                   | 1755                                                  |

1212 (MCCXII, na numeração romana) foi um ano bissexto do século XIII do Calendário Juliano, da Era de Cristo, e as suas letras dominicais foram  A e G (52 semanas), teve início a um domingo e terminou a uma segunda-feira.
| Ano completo                       |
| ---------------------------------- |
| Ano bissexto com início ao domingo |

## Eventos
- O primeiro Grande Incêndio de Londres destrói a cidade por completo.
- Reconquista - Batalha de Navas de Tolosa.
- Montemor-o-Velho recebe o seu primeiro foral.
- Em virtude do conflito com as infantas e o incumprimento do testamento de Sancho I, os juízes pontifícios excomungaram Afonso II de Portugal e lançaram um interdito sobre Portugal.
- O mesmo Afonso II e Afonso IX, rei de Leão, celebram um tratado de paz.
- É fundada a Ordem das Clarissas por São Francisco de Assis.

## Nascimentos
- 22 de Março - Go-Horikawa, 86º imperador do Japão.
- 9 de Março - Hugo IV, Duque da Borgonha m. 1272), foi duque da Borgonha desde 1218 e rei titular da Tessalónica.

## Mortes
- 26 de Março - rei Sancho I de Portugal.
- Rui Peres de Villalobos, falecido na Batalha das Navas de Tolosa.